# Colletes pallipes
Colletes pallipes är en biart som beskrevs av Noskiewicz 1936. Colletes pallipes ingår i släktet sidenbin, och familjen korttungebin. Inga underarter finns listade i Catalogue of Life.